# Liste d'avions civils abattus
Dans l'histoire de l'aviation, il y a eu de nombreux cas d'aéronefs civils abattus de manière intentionnelle ou non. L'article ci-dessous établit une liste chronologique non exhaustive de ces cas d'avions abattus au canon ou par un missile, en temps de guerre ou en temps de paix. Les accidents causés par une bombe ou une action volontaire des pilotes ne sont pas inclus dans cette liste.
L'accident du vol Malaysia Airlines 17, survenu en 2014, est le plus meurtrier de ce type, la destruction en plein ciel de ce Boeing 777 ayant provoqué la mort de 298 personnes. Il précède de peu les 290 morts à bord de l'Airbus A300 du vol Iran Air 655, abattu en 1988 par les Américains. 

## Cas historiques
| Date                    | Cas                                                         | Morts    | Lieu                             | Circonstances |
| ----------------------- | ----------------------------------------------------------- | -------- | -------------------------------- | --- |
| 24 août 1938            | Incident du Kweilin (en)                                    | 14       | République de Chine              | Cet événement est le premier cas d'un avion de ligne abattu. Pendant la seconde guerre sino-japonaise, le Kweilin, un Douglas DC-2 chinois, est attaqué à Zhongshan par la chasse japonaise. Le pilote, un Américain, pique pour leur échapper et réussit à amerrir dans une rivière mais les Japonais mitraillent l'avion et 14 passagers sont tués. L'affaire provoque un incident diplomatique avec les États-Unis.                           |
| 14 juin 1940            | Kaleva                                                      | 9        | Golfe de Finlande                | Le Kaleva est un avion Junkers Ju 52 finlandais. Alors qu'il survole le golfe de Finlande, en direction d'Helsinki, il est attaqué et abattu par deux Iliouchine DB-3 soviétiques malgré la fin de la guerre entre les deux pays. |
| 30 janvier 1942         | Attaque du Short Empire de Qantas (en)                      | 13       | Indes orientales néerlandaises   | Le Short Empire baptisé Corio et opéré par Qantas, en route pour Timor où il doit embarquer des réfugiés de l'invasion de Java, est abattu par un escadron de chasseurs Zero japonais. Cinq rescapés sont secourus par un Do 24 néerlandais. |
| 3 mars 1942             | Attaque du DC-3 de KNILM (en)                               | 4        | Australie                        | Le Pelikaan, un Douglas DC-3 néerlandais de la KNILM en provenance de Bandung avec une cargaison de diamants, est abattu par des chasseurs japonais qui participent à l'attaque sur Broome. Il s'écrase sur une plage d'Australie-Occidentale où huit survivants sont retrouvés six jours plus tard. |
| 1er juin 1943           | Vol BOAC 777-A                                              | 17       | Golfe de Gascogne                | Le Douglas DC-3 de la British Overseas Airways Corporation, en route pour l'Angleterre, est pris en chasse et abattu par huit bombardiers Junkers Ju 88 de la Luftwaffe. |
| 23 juillet 1954         | Attaque du DC-4 de Cathay Pacific (en)                      | 10       | Chine                            | L'avion, un C-54 civil hongkongais dérivé du Douglas DC-4, est attaqué sans raison apparente par deux Lavotchkine La-7 chinois au large de Hainan. Malgré les manœuvres d'évitement du pilote, l'avion est abattu et fait un amerrissage d'urgence. 10 personnes sont tués et 9 secourus par les forces occidentales. |
| 27 juillet 1955         | Vol El Al 402                                               | 58       | Bulgarie                         | En route pour Tel Aviv, le Lockheed Constellation de la compagnie nationale israélienne pénètre sans autorisation l'espace aérien bulgare. Il est abattu à proximité de la frontière grecque par deux MiG-15 après avoir refusé d'obéir aux injonctions des pilotes de chasse, selon leur témoignage. Il s'écrase près de Pétritch. |
| 21 février 1973         | Vol Libyan Arab Airlines 114                                | 108      | Égypte                           | L'avion, un Boeing 727, survole le Sinaï qui est occupé par Israël depuis la guerre des Six Jours. Il est intercepté et abattu par deux chasseurs F-4 Phantom II de la force aérienne israélienne après avoir refusé de répondre aux demandes de contact. L'avion tente un atterrissage d'urgence dans les dunes mais se disloque à l'impact. Il y a 5 survivants.                                                                               |
| 20 avril 1978           | Vol Korean Air Lines 902                                    | 2        | Union soviétique                 | Le Boeing 707, parti de Paris pour Anchorage, se trompe de cap et s'égare au-dessus de la mer de Barents. Les Soviétiques, qui le prennent pour un avion militaire C-135, envoient deux intercepteurs Su-15. Après plusieurs échecs de communication, l'avion est visé et endommagé par deux missiles R-60, faisant deux morts, mais parvient à atterrir sur un lac gelé de Carélie où les 107 survivants sont pris en charge par l'Armée rouge. |
| 3 septembre 1978        | Vol Air Rhodesia 825                                        | 38 (+10) | Rhodésie                         | En pleine guerre du Bush, le Vickers Viscount qui effectue un vol domestique est pris pour cible par des insurgés de la ZIPRA et abattu avec un missile Strela-2. Les pilotes réussissent un atterrissage train rentré mais, parmi les 18 survivants, dix sont massacrés par les mêmes rebelles. |
| 12 février 1979         | Vol Air Rhodesia 827                                        | 59       | Rhodésie                         | Dans des conditions similaires à celles du vol 825, un autre Vickers Viscount d'Air Rhodesia est abattu juste après le décollage de Kariba par un Strela-2 de la rébellion marxiste-léniniste de la ZIPRA. |
| 1er septembre 1983      | Vol Korean Air Lines 007                                    | 269      | Union soviétique                 | Comme cinq ans et demi plus tôt, un avion des Korean Air Lines viole l'espace aérien soviétique, cette fois au-dessus du Kamtchatka. Il est abattu par un Su-15 de la défense aérienne qui tire deux missile K-8 dans sa direction. Le Boeing 747 s’abîme au large de l'île Moneron. Il n'y a aucun survivant. |
| 24 février 1985         | Polar 3                                                     | 3        | Sahara occidental                | Le Polar 3, un Dornier 228 allemand affrété par l'Institut Alfred-Wegener pour l'étude du pôle Sud, est de retour d'Antarctique lorsqu'il survole le Sahara occidental en compagnie du Polar 2, un autre Do 228. Il est abattu au sud de Dakhla par des membres du Front Polisario qui l'ont pris pour un espion marocain. |
| 4 septembre 1985        | Attaque de l'An-26 de Bakhtar Afghan Airlines (en)          | 52       | Afghanistan                      | Pendant la guerre d'Afghanistan, un Antonov An-26 est abattu par un missile à quelques kilomètres de Kandahar dont il venait de décoller. Les tireurs n'ont jamais été identifiés. |
| 3 juillet 1988          | Vol Iran Air 655                                            | 290      | Iran                             | Quelques minutes après son décollage, l'Airbus A300 d'Iran Air est abattu au-dessus du détroit d'Ormuz par deux missiles RIM-66 Standard envoyés par le croiseur américain USS Vincennes qui l'a confondu avec un F-14 iranien. |
| 21 et 22 septembre 1993 | Blocus de l'aéroport de Soukhoumi                           | 27 + 108 | Géorgie                          | En deux jours, pendant la bataille de Soukhoumi, deux avions de ligne géorgiens sont abattus par les indépendantistes abkhazes : le 21 septembre, un Tupolev Tu-134 est touché par un missile tiré depuis un bateau et s'abîme en mer Noire. Le lendemain, c'est un Tupolev Tu-154 qui s'écrase sur la piste de l'aéroport après avoir été abattu dans les mêmes conditions.                                                                     |
| 6 avril 1994            | Attentat du 6 avril 1994 au Rwanda                          | 12       | Rwanda                           | Le Falcon 50 qui transporte le président rwandais, Juvénal Habyarimana, et le président burundais, Cyprien Ntaryamira, est abattu par deux missiles au-dessus de l'aéroport de Kigali. Les auteurs des tirs n'ont jamais été identifiés avec certitude. Dès le lendemain commence le génocide des Tutsis. |
| 29 septembre 1998       | Vol Lionair 602 (en)                                        | 55       | Sri Lanka                        | Dix minutes après son décollage de Jaffna, le vol 602 assuré par un Antonov An-24 est touché par un missile tiré par les Tigres tamouls. L'avion s'écrase en mer sans laisser de survivants. |
| 10 octobre 1998         | Attaque du Boeing 727 des Lignes aériennes congolaises (en) | 41       | République démocratique du Congo | Pendant la deuxième guerre du Congo, un Boeing 727 des Lignes aériennes congolaises est touché par un missile Strela-2 tiré par des rebelles alors qu'il venait de décoller de Kindu. Malgré les efforts des pilotes, l'avion s'écrase dans la jungle. |
| 4 octobre 2001          | Vol Siberia Airlines 1812                                   | 78       | Mer Noire                        | Un Tupolev Tu-154 russe en route pour Novossibirsk est abattu au-dessus de la mer Noire par un missile tiré par un système S-200 ukrainien. Le missile a verrouillé la mauvaise cible au cours de manœuvres militaires communes avec la Russie. |
| 22 novembre 2003        | Attaque du vol DHL à Bagdad                                 | 0        | Irak                             | Peu après son décollage de Bagdad, le vol cargo opéré par un Airbus A300 est touché par un missile Strela-3 tiré par des terroristes. Malgré la perte des systèmes hydrauliques, l'équipage parvient à ramener l'avion à l'aéroport en utilisant la poussée des réacteurs pour contrôler l'aéronef. |
| 17 juillet 2014         | Vol Malaysia Airlines 17                                    | 298      | Ukraine                          | Pendant la guerre du Donbass, un Boeing 777 malaisien est victime d'un tir de missile sol-air Bouk-M1, vraisemblablement tiré par les séparatistes pro-Russes qui l'ont pris pour un avion militaire ukrainien. L'événement fait l'objet, pendant des années, d'une « guerre médiatique » entre la Russie et l'Ukraine. |
| 8 janvier 2020          | Vol Ukraine International Airlines 752                      | 176      | Iran                             | Un Boeing 737-800 à destination de Kiev est abattu par deux missiles Tor-M1 iraniens juste après son décollage de l'aéroport de Téhéran, dans un contexte de grande tension avec les États-Unis. L'opérateur de tir l'aurait confondu avec un missile de croisière. |
| 25 décembre 2024        | Vol Azerbaijan Airlines 8243                                | 38       | Russie                           | Un Embraer 190 azerbaïdjanais à destination de Grozny est dérouté vers Makhatchkala en raison du brouillard, avant d'être touché par un missile Pantsir. Les pilotes parviennent à traverser la mer Caspienne et tentent d'atterrir au Kazakhstan mais l'avion se disloque à l'impact. La défense aérienne russe l'aurait pris pour un drone ukrainien.                                                                                          |

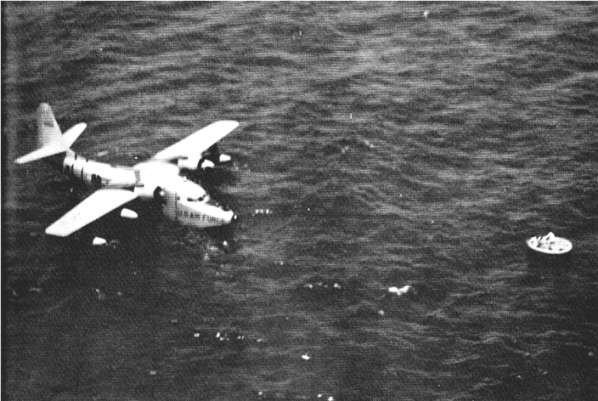
Un SA-16 américain repêche des survivants du DC-4 de Cathay Pacific.
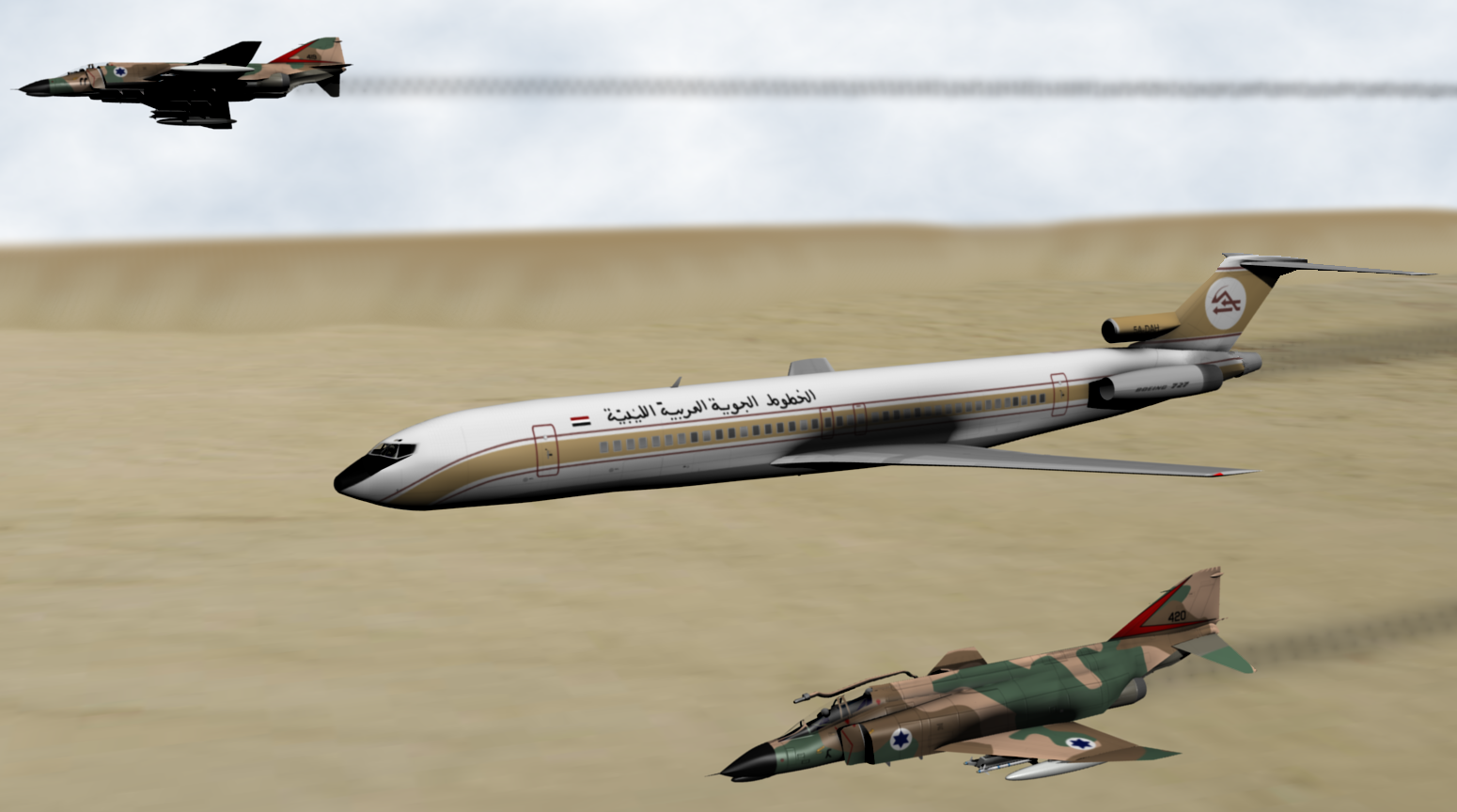
Le vol LN 114 et deux F-4 israéliens (vue d'artiste).
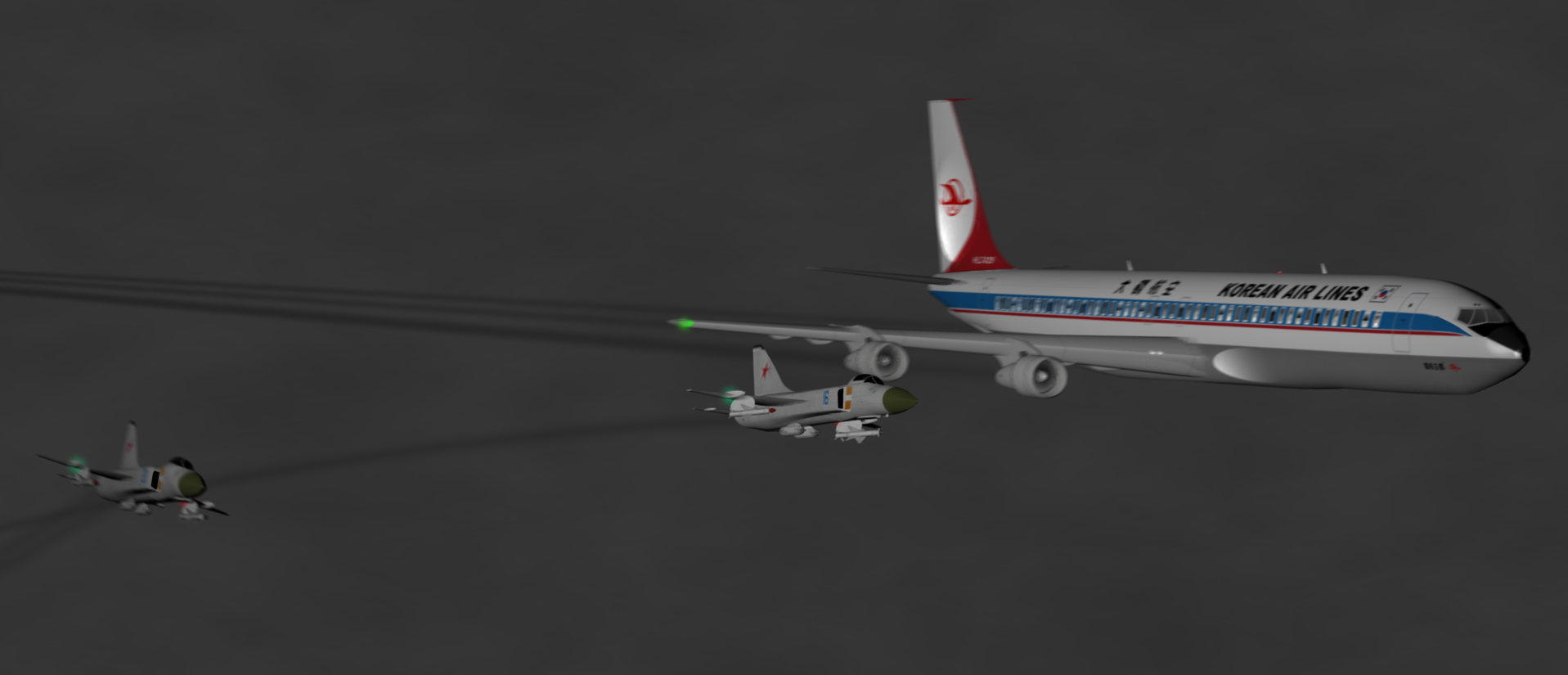
Le vol KE 902 et deux Su-15 soviétiques (vue d'artiste).
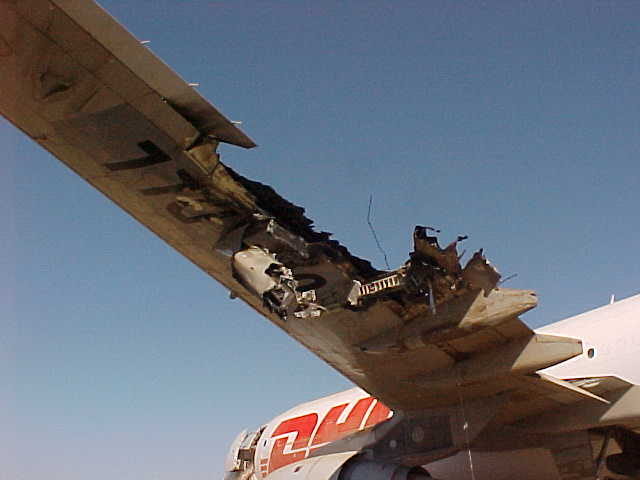
Les dégâts sur l'aile gauche du vol DHL en 2003.
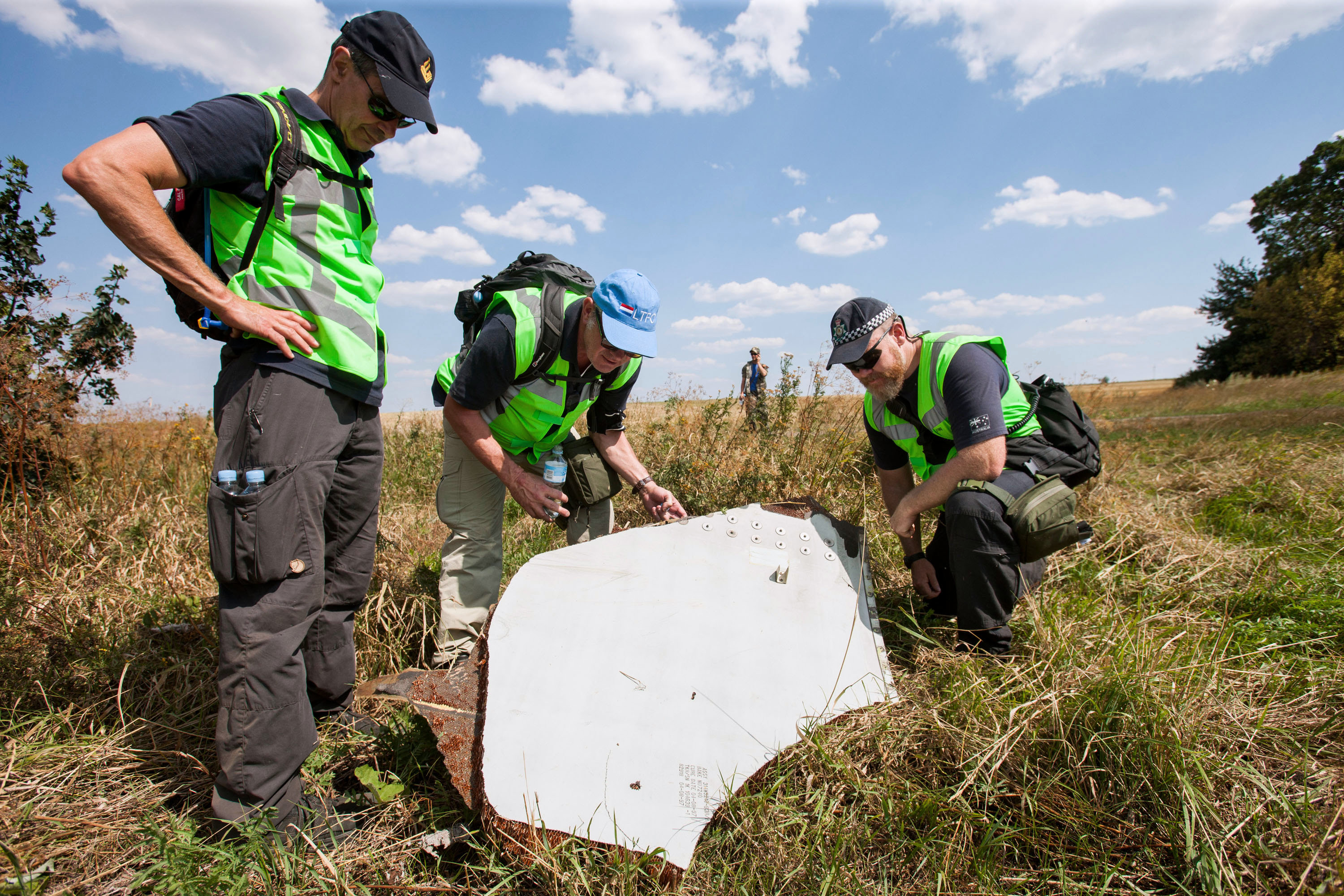
Des enquêteurs sur le site de l'accident du vol MH 17.
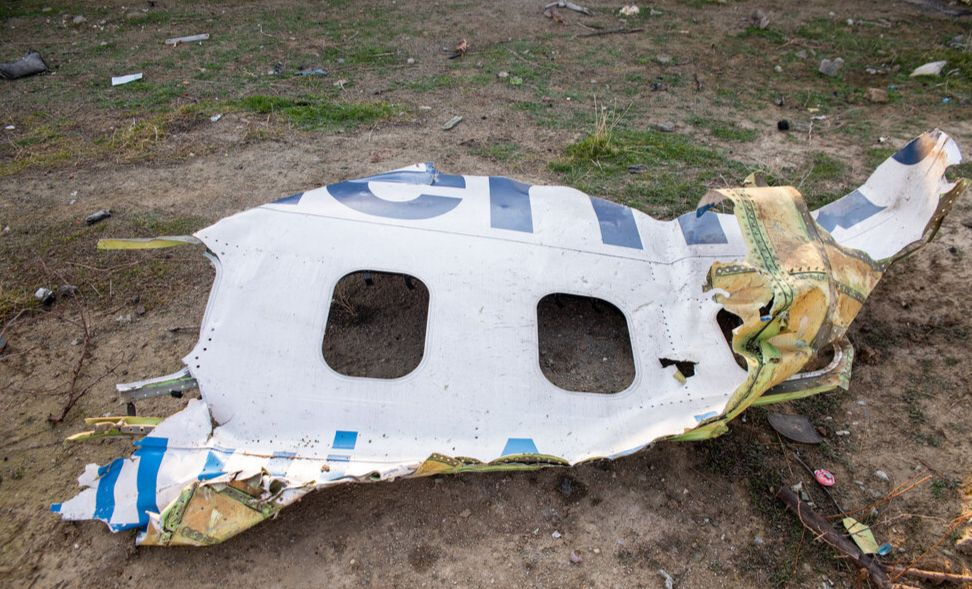
Un débris du vol PS 752.

## Cas controversés
| Date              | Cas                                        | Morts | Lieu             | Circonstances |
| ----------------- | ------------------------------------------ | ----- | ---------------- | --- |
| 18 septembre 1961 | Accident du DC-6 des Nations unies à Ndola | 16    | Rhodésie du Nord | Le Douglas DC-6 affrété par les Nations unies dans le contexte de la crise congolaise s'écrase à l'approche de l'aéroport de Ndola. Tous les passagers, dont le secrétaire général Dag Hammarskjöld, sont tués dans la catastrophe. L'enquête conclut à une erreur de pilotage mais elle est rouverte en 2017 pour étudier la piste d'une attaque, jugée très crédible. |
| 30 juin 1962      | Vol Aeroflot 902 (en)                      | 84    | Union soviétique | Alors qu'il survole la région de Krasnoïarsk, le Tupolev Tu-104 émet des messages d'alerte incohérents avant de disparaître. La carcasse est retrouvée à 28 km de la ville. L'enquête officielle évoque une perte de contrôle à la suite d'un incendie, un décrochage ou une désorientation spatiale des pilotes, néanmoins les dégâts subis par le fuselage sont cohérents avec la thèse d'un missile. |
| 11 septembre 1968 | Caravelle Ajaccio-Nice                     | 95    | France           | La Caravelle qui assure le vol 1611 d'Air France s’abîme en mer Méditerranée au large de Nice. L'enquête officielle conclut à un incendie mais la thèse d'un missile français perdu pendant un exercice est avancée à l'époque et le doute subsiste pendant des décennies. En septembre 2019, le président Emmanuel Macron demande l'ouverture des archives liées à cet événement. |
| 30 septembre 1975 | Vol Malév 240                              | 60    | Liban            | En approche de Beyrouth, le Tupolev Tu-154 de la compagnie nationale hongroise disparaît en mer. Aucune enquête officielle n'a été menée, alimentant toutes les suspicions, dont celle d'une destruction de l'avion dans le contexte de la guerre du Liban. |
| 27 juin 1980      | Tragédie d'Ustica                          | 81    | Italie           | Le vol 870 de la compagnie Itavia, assuré par un Douglas DC-9, s'abîme en mer Tyrrhénienne près de l'île d'Ustica. Bien que la cause de la tragédie n'a jamais été établie, la présence de traces d'explosifs sur les restes du fuselage est prouvée. À partir de là, la thèse de l'attentat coexiste avec celle de la destruction accidentelle de l'avion pendant un duel entre un chasseur de l'OTAN, peut-être français, et un MiG-23 libyen, de nombreux appareils militaires ayant été présents dans la zone. |
| 17 juillet 1996   | Vol TWA 800                                | 230   | États-Unis       | Le vol 800 des Trans World Airlines, assuré par un Boeing 747, se disloque en plein ciel et s'abîme au large de Long Island, près de New York. La rumeur d'un tir de missile, par des terroristes ou par l'US Navy, se répand et cette piste est étudiée par le FBI. Finalement, l'enquête du NTSB conclut à une explosion du réservoir central de kérosène ayant mené à la perte de l'avion, ce que plusieurs ONG contestent encore à ce jour.                                                                    |

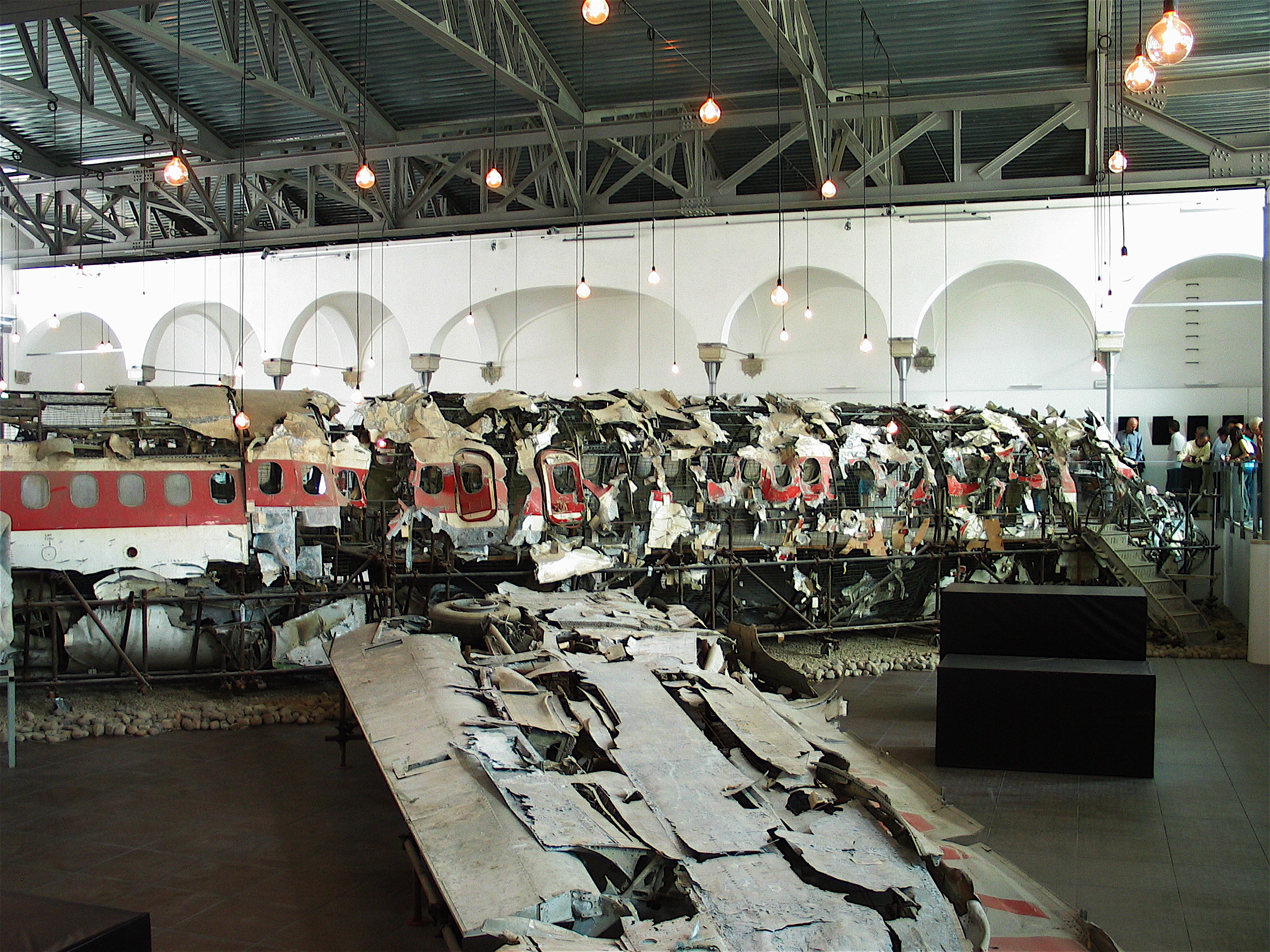
Reconstitution de l'avion du vol IH 870 au Museo per la Memoria di Ustica.
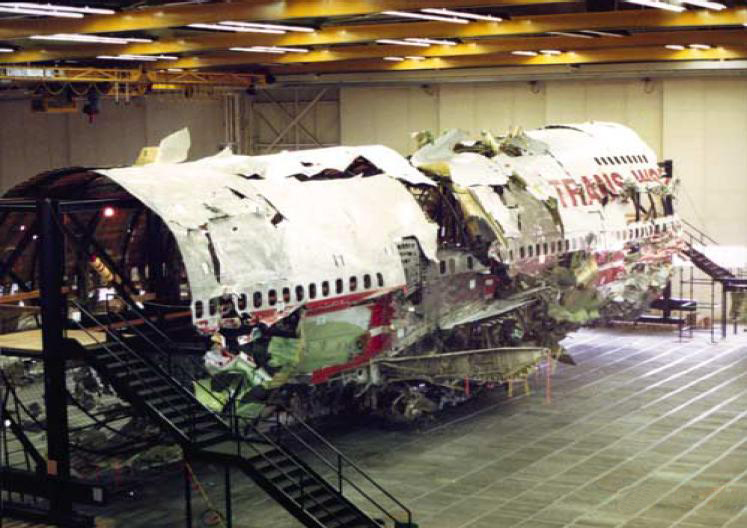
Reconstitution du Boeing du vol TW 800.